# Luigi Arialdo Radicati di Brozolo
Luigi Arialdo Radicati di Brozolo (Milão, 12 de outubro de 1919 – Pisa, 23 de agosto de 2019) foi um físico italiano.
Radicati di Brozolo estudou física na Universidade de Turim, obtendo o diploma em 1943, orientado por Enrico Persico. Foi depois assistente no Instituto Politécnico de Turim e esteve de 1951 a 1953 com Rudolf Peierls na Universidade de Birmingham. Foi a partir de 1953 professor de física teórica na Universidade de Nápoles Federico II e a partir de 1955 professor na Universidade de Pisa. Em 1962 foi para a Escola Normal Superior de Pisa, onde aposentou-se em 1994.
Trabalhou com física de partículas elementares e o papel de vários grupos de Lie (SU (4), SU (3), SU (6), SU (3) x SU (3), álgebras atuais associadas e regras e previsões de soma, por exemplo momentos magnéticos), teoria quântica de campos, física nuclear (regras de seleção para transições elétricas de dipolo) e quebra de simetria em figuras de equilíbrio na astrofísica e detecção de ondas gravitacionais. Trabalhou com Bruno Touschek, Nicola Cabibbo, Emilio Picasso, Abraham Pais, Jun John Sakurai, Feza Gürsey, Mirza Abdul Baqi Bég e Louis Michel, entre outros. Com Gürsey propôs uma teoria dos hádrons com simetria SU (6) no modelo de quarks (extensão pelo spin) em 1964 e na década de 1970 com Louis Michel com a representação do octeto da SU (3) com aplicações em quarks.
A parti de 1982 foi membro da Academia Nacional dos Linces e foi também membro da Academia Nacional das Ciências (Itália), membro da Academia de Ciências de Nápoles e do Istituto Lombardo. Recebeu o Prêmio Antonio Feltrinelli de 1966. Foi em 2004 Cavaliere di Gran Croce da República Italiana e cavaleiro da Ordem Nacional da Legião de Honra.